# Hortobágyi palacsinta
L'hortobágyi palacsinta è un piatto ungherese.

## Storia
Nonostante il suo nome, la pietanza non nulla a che vedere con il paese di Hortobágy o l'omonimo parco nazionale della grande pianura ungherese. Venne invece inventata in occasione dell'Expo 1958.

## Descrizione
L'hortobágyi palacsinta è un piatto composto da una o più crespelle riempite con carne (vitello, manzo, pollo o salsiccia ungherese), cipolle e spezie. Gli involtini vengono poi ricoperti con un'abbondante quantità della salsa ricavata dal medesimo stufato e guarniti con salsa tejföl e prezzemolo.